# Jay Chattaway
Jay Chattaway né le 8 juillet 1946 à Monongahela, Pennsylvanie est un compositeur américain de musiques de films.

## Biographie
Il est surtout connu pour la musique de la série "Star Trek" pour lequel il a reçu quatre Emmy Awards et six ASCAP Film and Television Music Awards.
Il étudie à l'université de Virginie-Occidentale, puis il effectue son service militaire avec l'orchestre de la navy "United States military bands".

## Récompenses
- Emmy Awards
- ASCAP Film and Television Music Awards

### Filmographie

#### Cinéma
- 1980 : Maniac de William Lustig
- 1983 : Vigilante de William Lustig
- 1983 : The Last Fight de Fred Williamson
- 1983 : The Big Score (The Big Score) de Fred Williamson
- 1984 : Home Free All de Stewart Bird
- 1984 : Hotel Monplaisir (The Rosebud Beach Hotel) de Harry Hurwitz
- 1984 : Portés disparus (Missing in Action) de Joseph Zito
- 1985 : Hard Choices de Rick King
- 1985 : Walking the Edge de Norbert Meisel
- 1985 : Invasion U.S.A. de Joseph Zito
- 1985 : Peur bleue (Silver Bullet) de Daniel Attias
- 1986 : Very Close Quarters de Vladimir Rif
- 1988 : Portés disparus 3 (Braddock: Missing in Action III) d'Aaron Norris
- 1988 : Maniac Cop de William Lustig
- 1988 : Jakarta de Charles Kaufman
- 1989 : Le Scorpion rouge (Red Scorpion) de Joseph Zito
- 1989 : Psycho Killer (Relentless) de William Lustig
- 1990 : L'Ambulance (The Ambulance) de Larry Cohen
- 1990 : Far Out Man de Tommy Chong
- 1990 : Maniac Cop 2 de William Lustig
- 1991 : Rich Girl de Joel Bender
- 2000 : Delta Force One: The Lost Patrol de Joseph Zito
- 2008 : Maniac Cop (court métrage) de Chris R. Notarile

#### Télévision

##### Séries télévisées
- 1989 : Falcon Crest (2 épisodes)
- 1990-1994 : Star Trek : La Nouvelle Génération (Star Trek: The Next Generation) (42 épisodes)
- 1993-1998 : Star Trek: Deep Space Nine (59 épisodes)
- 1995-2001 : Star Trek: Voyager (54 épisodes)
- 2001-2002 : Star Trek: Enterprise (28 épisodes)
- 2006 : Les Maîtres de l'horreur (Masters of Horror) (1 épisode)

##### Séries documentaires
- 1991 : World of Discovery (épisode Shark Chronicles)
- 1992 : Space Age (épisodes Quest for Planet Mars / Celestial Sentinels)
- 1990-1992 : National Geographic Specials (épisodes Bali: Masterpiece of the Gods / Eternal Enemies: Lions and Hyenas
- 1992 : Cousteau's Rediscovery of the World II (épisode  Australia: Continent of Dreams)

##### Téléfilms documentaires
- 1994 : Island of the Giant Bears
- 1995 : 30 Years of National Geographic Specials
- 1997 : The Sonoran Desert: A Violent Eden
- 1997 : Volcano: Nature's Inferno
- 1998 : Avalanche: The White Death